# Паскеро (Кунео)
Паскеро је насеље у Италији у округу Кунео, региону Пијемонт.
Према процени из 2011. у насељу је живело 123 становника. Насеље се налази на надморској висини од 1079 м.